# Alaschan-Rotschwanz
Der Alaschan-Rotschwanz, auch Alaschanrotschwanz, Rostkehlrotschwanz oder Zügelrotschwanz (Phoenicurus alaschanicus), ist eine Vogelart aus der Ordnung der Sperlingsvögel und der Familie der Fliegenschnäpper.

## Merkmale
Der Alaschan-Rotschwanz erreicht eine Körperlänge von 14 bis 16 cm und ist orange, schwarz und grau gefärbt. Beim Männchen sind Oberkopf, Nacken und die Halsseiten blass- bis mittelgrau. Mantel, Rücken, Bürzel und Schwanz sind kräftig rotbraun orange, die Schulterfedern und Flügel schwarz mit weißen Flügelbinden. Die Unterseite ist rotbraun orange, am Bauch etwas weißer. Die Weibchen sind unauffälliger matt erdbraun gefärbt. Ihre Flügel sind schwärzlich braun, die Spitzen der Flügeldecken, Armschwingen und Schirmfedern hell. Bürzel und äußere Schwanzfedern sind orange, die zentralen Steuerfedern schwärzlich braun. Der Schnabel, die Füße und die Iris sind schwarz.

## Verbreitung
Der Alaschan-Rotschwanz lebt und brütet in der nördlichen und zentralen Volksrepublik China (Qinghai, Gansu und Ningxia). Außerhalb der Brutzeit, von Oktober bis März, reicht sein Verbreitungsgebiet östlich bist nach Hebei und Peking. Im Nordosten Chinas ist er ein eher seltener Wintergast. Durch die geringe ornithologische Abdeckung weiter Teile seines Verbreitungsgebietes ist nur wenig über seine Brutgebiete und über seine Lebensraumansprüche bekannt.

## Lebensraum und Lebensweise
Der Alaschan-Rotschwanz brütet an buschbedecken, felsigen Hängen, in Flussebenen mit Buschbestand und in den oberen, mit Nadelhölzern bestandenen Bergwäldern in Höhen von 3.300 Meter bis zur Waldgrenze. Im Winter zieht er sich bis auf 2.000 Meter Höhe zurück. Im Herbst ernährt er sich offenbar überwiegend von Beeren.

## Etymologie und Forschungsgeschichte
Prschewalski entdeckte den Alaschan-Rotschwanz auf seiner ersten Expedition 1870–1873 und beschrieb ihn unter dem Namen Rutirilla [sic] alaschanica. Fundort war der Ala Shan in China. 1817 hatte Forster die Gattung Phoenicurus aufgestellt, in die der Alaschan-Rotschwanz später eingeordnet wurde. »Phoenicurus« setzt sich aus den griechischen Worten »phoinix, phoinikos φοινιξ, φοινικος« für »karmin, rot« und »-ouros -ουρος« für »-schwänzig« zusammen. Das Artepitheton »alaschanicus« bezieht sich auf den Fundort des Typusexemplars.

## Gefährdung und Schutz
Über Bestandsgröße und Gefährdungen der Art ist nur wenig bekannt. Durch Waldverlust könnte der angenommen moderat kleine Bestand von 6.000 bis 15.000 geschlechtsreifen Individuen abnehmen. Berichte über Sichtungen gibt es aus dem Helanshan Mountain Nature Reserve und Yanchiwan Nature Reserve. Die IUCN (International Union for Conservation of Nature and Natural Resources) stuft den Alaschan-Rotschwanz als potenziell gefährdet (Near Threatened, NT) ein.